# HUGS
HUGS (сокр. от англ. Haskell User's Gofer System) — один из самых первых и самых простых интерпретаторов функционального языка программирования Haskell. Первоначально интерпретировал язык программирования Gofer (очень облегчённая версия языка Haskell), но впоследствии был развит в более полный интерпретатор. Полностью поддерживает стандарт языка — Haskell-98, а также добавляет некоторые новые расширения и возможности.